# Bayt al-Mal
Bayt al-Mal, también conocida como Bayt al-Mal Lil Muslimeen, es una organización controlada por Hezbolá que sirve de centro para los servicios financieros y banco de crédito y de investo. En español el nombre está traducido como "casa del dinero". Husayn al-Shami es el director de Bayt al-Mal.
Tiene oficinas en: 
- Harat Hurayk, Beirut, Líbano;
- Burj Al-Barajinah, Líbano;
- Sidón, Líbano;
- Tiro, Líbano;
- Al-Nabatiyah, Líbano;
- Ba'albak, Líbano;
- Hirmil, Líbano.

- Datos: Q4923984